# Ro Mogendorff
Rosa Catharina „Ro“ Mogendorff (geb. 21. Juni 1907 in Amsterdam; gest. 27. Oktober 1969 in Laren) war eine niederländische Malerin und Zeichnerin.

## Leben
Ro Mogendorff wurde als Tochter des Allgemeinarztes Emanuel Mogendorff (1874–1943) und von Aline Flesseman (1873–1952) in der Oosterparkstraat 83 in Amsterdam geboren. Sie wuchs in einer angesehenen, liberalen jüdischen Familie mit ihrer Zwillingsschwester Isidora Frederika (1907–1985) auf, die später unter dem Namen Do Hoogland als Schauspielerin bekannt wurde und mit Albert van Dalsum verheiratet war, sowie der 1919 geborenen Schwester Eliza „Liesje“ Marianne. Unterstützt von dem im Nachbarhaus wohnenden Maler Willem Witsen erhielt Ro Mogendorff die elterliche Erlaubnis, trotz ihres kränklichen Gesundheitszustands ab 1921 eine Ausbildung an der Dagteeken- en Kunstambachtsschool voor Meisjes (Mädchenschule für Zeichnen und Kunsthandwerk) zu absolvieren. Zuvor erhielt sie einen Monat lang Privatunterricht bei dem Maler Martin Monnickendam. Nach der Schule besuchte sie von 1924 bis 1929 die Rijksakademie van beeldende kunsten (Reichsakademie der Bildenden Künste) in Amsterdam und wurde von Johannes Hendricus Jurres, J. Wolter, Jan Bronner und Richard Roland Holst unterrichtet. Außerdem belegte sie Abendkurse. Sie schloss intensive Freundschaften mit Pauline „Polly“ Zwaal und Han van der Kop. 1925 zog sie in die Vijzelstraat.
Nach Abschluss ihrer Ausbildung an der Akademie unternahm Ro Mogendorff ausgedehnte Frankreichreisen und lebte in verschiedenen Studios. 1929 reiste sie erstmals nach Paris. Ab 1930 lebte und arbeitete sie zunächst in einem Atelier in der Kerkstraat 235 in Amsterdam mit ihrem Freund, dem bildenden Künstler und Fotografen Paul Citroen, und dem Maler Jacob Bendien, und dann in der Utrechtsedwarsstraat. 1930 hielt sie sich erneut in Frankreich auf und fertigte zusammen mit Polly Zwaal im Schloss La Grillière des Kunstsammlers und Mediziners Johannes Esser in Monétay-sur-Allier ein Wandgemälde an. 1932 arbeitete sie mit Polly Zwaal in einem Studio in der Amsterdamer Reguliersdwarsstraat, malte Schilder für Einzelhändler und arbeitete an einer Porträtserie. 1933 zog sie in die Kerkstraat 235 IV und verbrachte zwischen 1933 und 1934 einen längeren Zeitraum mit der Comptesse von Leutrum in Dardennes bei Toulon, unter anderem mit ihrer Schwester Do. In Südfrankreich schuf sie eine Serie von Ölgemälden und Zeichnungen der Landschaft um Dardennes. Ab 1938 lebte sie in der Plantage Parklaan 2 in Amsterdam.
Während des Krieges und der Besatzung der Niederlande versteckte Ro Mogendorff sich ab 1942 mit gefälschten Papieren unter falschem Namen in der Noorderstraat 58 und zeitweise 1943 bei dem Schauspieler Paul Storm in der Heerengracht. Ihre Eltern konnten in Haarlem untertauchen. Nach dem Tod ihres Vaters 1943 kümmerte Ro Mogendorff sich um ihre demente Mutter, erst in dem Versteck in Haarlem und danach in der Sarphatistraat in Amsterdam. 1943 oder 1944 beging ihre jüngere Schwester Liesje gemeinsam mit dem Physiklehrer Ernst Carl Frederik ten Haaf, der wie sie im Widerstand war, Selbstmord. Nachdem er sie  erschossen hatte, tötete er sich selbst. Nach der Befreiung kehrte Ro Mogendorff in die Noorderstraat in Amsterdam zurück. Aufgrund ihrer schlechten körperlichen und geistigen Verfassung reiste sie mit Erlaubnis der Militärbehörde in Limburg 1945 nach Maastricht und Houthem-St. Gerlach in Limburg, wo für medizinische Versorgung und Verpflegung gesorgt wurde.

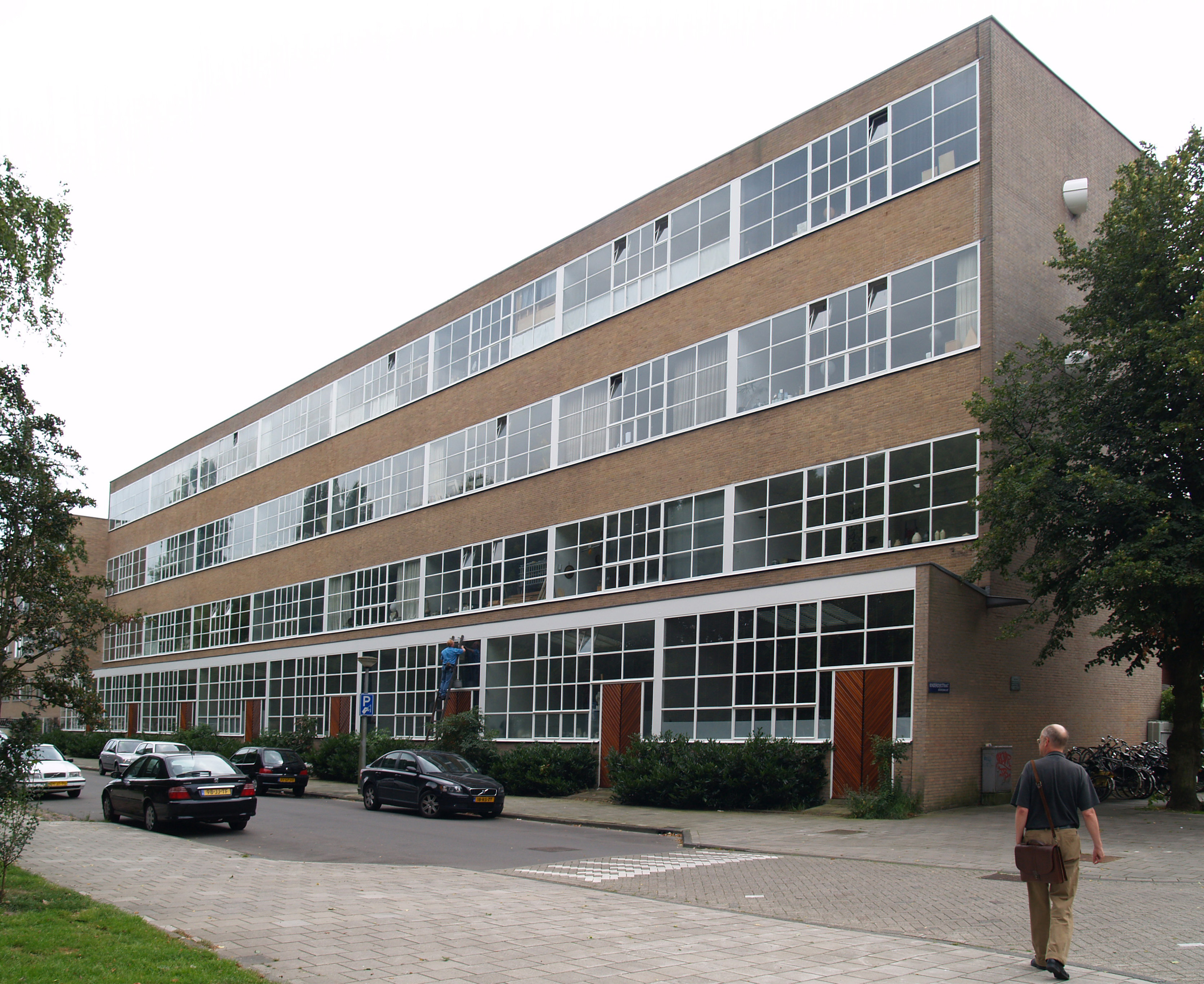
Atelierhäuser, Zomerdijkstraat

Anschließend zog Ro Mogendorff in den Atelierkomplex in die Zomerdijkstraat 30 III in Amsterdam-Zuid, wo sie sich mit anderen dort lebenden Künstlern anfreundete, darunter Charlotte van Pallandt. Das Jahr 1952 verbrachte sie in Paris und Noyen-sur-Seine und malte in den folgenden Jahren in verschiedenen Gegenden in den Niederlanden. 1959/60 unternahm sie ihre letzte Europareise in die Bretagne zusammen mit ihrer Schwester Do, deren Mann Albert van Dalsum sowie dem Maler Kees Verwey und dessen Frau Jeanne. 1961/1962 besuchte sie für ein halbes Jahr zum ersten Mal Israel, von 1966 bis 1967 unternahm sie ihre zweite Reise dorthin, die sie wegen des Ausbruchs des Sechstagekriegs abbrechen musste. 1969 zog Ro Mogendorff in das Rosa Spier Huis in Laren, wo sie ein halbes Jahr später starb. Sie wurde auf dem jüdischen Friedhof in Muiden beigesetzt, wo auch ihre Eltern begraben wurden.

## Künstlerisches Wirken
Zu Ro Mogendorffs Motiven gehörten Landschaften, Stillleben, Porträts, Tier-, Personen- und Aktdarstellungen. Sie fertigte im Auftrag Porträts und Geschäftsschilder und veröffentlichte ab 1930 ihre Arbeiten in der Monatszeitschrift De werkende vrouw. Sie malte und zeichnete Freunde, Bekannte und vielfach ihre Familie. Während ihrer Reisen nach Frankreich und Israel hielt sie Landschaft, Städte und Bevölkerung fest. Sie malte mit Ölfarbe und Aquarell, zeichnete mit Bleistift, Kohle, Kreide und Pastell. Nach dem Krieg gab sie das Malen auf und zeichnete ausschließlich.
Ab ihrem 21. Lebensjahr erhielt Ro Mogendorff drei Jahre lang ein königliches Stipendium (Koninklijke Prijs voor Vrije Schilderkunst) und gewann 1926 den Cohen-Godschalk-Preis für ein Aktgemälde. 1959 wurde sie mit dem Prix de la Critique der Association Internationale des Critiques d’Art (AICA, Internationale Vereinigung der Kunstkritiker) mit Sitz in Paris, ausgezeichnet. 1967 wurde sie zum Ritter des Orden von Oranien-Nassau ernannt.
Ro Mogendorff war Mitglied mehrerer Künstlervereinigungen, wie Arti et Amicitiae und Federatie van Verenigingen van Beroeps Beeldende Kunstenaars in Amsterdam, De Brug, Nederlandse Kring van Tekenaars und De Zeester in Breda, mit denen sie regelmäßig ausstellte.
Ro Mogendorffs Arbeiten wurden in den Niederlanden, Frankreich, England, Italien und Israel ausgestellt. 1934 hatte sie ihre erste Einzelausstellung im Kunstzaal van Lier, eine Folgeausstellung im Jahr 1937. Von 1937 bis 1940 beteiligte sie sich an den jährlichen Gruppenausstellungen der Malervereinigung De Brug. Von 1950 bis 1956 stellte sie mit dem Frauenverein De Zeester und dem niederländischen Illustratorenkreis aus. 1952 hatte sie eine Einzelausstellung in der Academie von Amersfoort, 1958 in Amersfoort, Eindhoven und Tilburg und 1959 in der Rijksacademie van Beeldende Kunsten in Amsterdam. 1964 und 1966 fanden Ausstellungen ihrer Werke im Gemeentemuseum Arnhem statt. 1967 folgte eine Ausstellung in Haifa. Die Rijksakademie van Beeldende Kunsten in Amsterdam zeigte 1970 eine Retrospektivausstellung, ebenso das Joods Museum in Amsterdam 1983.
Zeichnungen von Ro Mogendorff befinden sich in den Sammlungen des Rijksmuseum Amsterdam, des Stedelijk Museums und des Joods Museums in Amsterdam, im Kunstmuseum Den Haag, im Museum Boijmans Van Beuningen in Rotterdam, im Kupferstichkabinett der Universitätsbibliothek Leiden, im Museum van Bommel van Dam in Venlo, im Museum Henriette Polak in Zutphen sowie in Privatsammlungen.